# 国と民間企業との間の人事交流に関する法律
国と民間企業との間の人事交流に関する法律（くにとみんかんきぎょうとのあいだのじんじこうりゅうにかんするほうりつ、平成11年12月22日法律第224号）は、公務員が効率的な民間の経営手法を学ぶことで公務の能率化に資することと、民間人登用により行政組織を活性化することに関する日本の法律である。通称は官民交流法、官民人事交流法という。
平成11年(2000年)3月に成立した、1999年（平成11年）12月22日に公布された。人事交流の期間は原則3年以内とされ、最大5年まで延長が可能とされる。
国家公務員が民間企業に行き交流することを「交流派遣」と言い、官庁が民間企業から受け入れ交流するのは「交流採用」と言われる。

## 所管官庁
- 内閣人事局
- 人事院事務総局人事課[3]
- 内閣府官民人材交流センター - 事務局は大臣官房人事課が担当。

:総務省行政管理局企画調整課をはじめ各省庁と連携して執行にあたる。

## 派遣者の身分
従来は、派遣される国家公務員は民間企業に派遣された場合においても国家公務員の身分を持つのに対して、企業の社員が中央省庁に派遣される場合においては、一度、企業を退職することが義務づけられている。このため、民間社員が企業に復職する際、在職年数が少なくなるため、退職金の減額されるなどの弊害が指摘されていた。そのため、平成18年(2006年)3月、人事院により官民交流法により官庁に派遣される民間企業の社員がもとの企業を退職することなく、社員の籍を保有したまま、国に採用されるようにするため、官民人事交流法改正案が提出され、改正されることとなった。

## 交流状況
人事院によると、平成17年度(2005年)12月末時点における民間企業に派遣された国家公務員は計40人であり、民間企業より国に採用された民間企業社員は計179人とされる。